# Rostam Batmanglij
Rostam Batmanglij (em persa, رستم باتمانقلیچ; Washington, 28 de novembro de 1983), conhecido mononimamente como Rostam, é um produtor e multi-instrumentista de Nova York, sendo ex-tecladista, baixista e 2ª voz da banda de indie rock Vampire Weekend e cofundador do electro grupo Discovery.

## Biografia
Batmanglij cresceu em Washington, D.C.. Sua mãe, Najmieh Batmanglij, é uma ilustre autora de livros culinários, enquanto seu pai é um editor. Ambos seus pais são do Irã e chegaram a Washington DC em 1983. É irmão do diretor Zal Batmanglij.

## Carreira musical
Batmanglij conheceu os membros do Vampire Weekend enquanto participava da Columbia University, onde se formou em música. Eles começaram o grupo em seu último ano. O nome do grupo vem do filme de mesmo nome que Ezra Koenig e seus amigos fizeram sobre as férias de verão.  Eles autoproduziram seu primeiro álbum após a graduação, enquanto trabalhavam ao mesmo tempo. Batmanglij toca vários instrumentos na banda, mas também age como um letrista. Ezra Koenig colega descreveu a si mesmo e Batmanglij como "os dois compositores principais do grupo".
Batmanglij começou a gravar com Wes Miles, o vocalista do Ra Ra Riot, em um projeto que era para se tornar em um grupo de electro-funk, Discovery. Eles lançaram seu álbum de estreia, LP, em 7 de julho de 2009, através da XL Recordings. O álbum conta com contribuições vocais dos convidados Ezra Koenig,  do Vampire Weekend, e Angel Deradoorian, do Dirty Projectors. .
Em 2010, a Converse lançou a canção "All Summer", composta por Batmanglij e que apresenta vocais de Kid Cudi e Bethany Cosentino, do Best Coast. 
Rostam também trabalha em solo sob o nome Boys Like Us.  Ele produziu a faixa "The Trick", do Das Racist, para o álbum  Relax. 
Em Janeiro de 2016, por meio de seu Twitter, Rostam anunciou a sua saída da banda Vampire Weekend e afirmou continuar ajudando a banda em futuros projetos.

## Vida pessoal
Batmanglij é abertamente gay e falou sobre sua homossexualidade para a revista Out. 